# أندري سيبيا
أندري إيفانوفيتش سيبيا (بالأوكرانية:  Андрій Іванович Сибіга؛ من مواليد 1 فبراير 1975) هو رجل دولة ودبلوماسي وقانوني أوكراني أصبح نائب رئيس مكتب رئيس أوكرانيا وهو حاليًا وزير خارجية أوكرانيا منذ 5 سبتمبر 2024.